# Bottom Bitch
«Bottom Bitch» es una canción grabada por la rapera y cantante estadounidense Doja Cat. Fue lanzado a través de Kemosabe y RCA Records el 3 de octubre de 2019, como el segundo sencillo de su segundo álbum de estudio Hot Pink (2019). La canción fue escrita y producida por Doja Cat y Yeti Beats y muestra el sencillo de 1999 «What's My Age Again?» por la banda de rock estadounidense Blink-182, cuyos miembros también se acreditan como coescritores.
Musicalmente, la canción incorpora hip hop alternativo y pop-punk con elementos de grunge. El mismo día se lanzó un video musical dirigido por Jack Begert. Muestra a Doja patinando por el Valle de San Fernando mientras hace actos de vandalismo y causa problemas, terminando con una interpretación de la canción en un parque de patinaje, con un cameo de la rapera estadounidense Rico Nasty.

## Antecedentes y lanzamiento
Doja Cat aludió por primera vez a la canción en una entrevista con Total Request Live a través de MTV al afirmar que probó Blink-182 en una de las canciones de su segundo álbum de estudio Hot Pink (2019). La canción fue anunciada oficialmente en su Instagram el 2 de octubre de 2019, publicando la portada del sencillo y la fecha de lanzamiento de las 10:00 a. m. Hora del Este (UTC − 05: 00) el 3 de octubre de 2019.

## Composición y letras
«Bottom Bitch» ha sido descrita como una pista alternativa de hip-hop y pop-punk. La canción también tiene elementos de grunge. Muestra el sencillo de 1999 de la banda de rock estadounidense Blink-182 «What's My Age Again?» del álbum Enema of the State (1999), con el riff de guitarra original ralentizado y transpuesto. El término bottom bitch generalmente se refiere a una prostituta que tiene estatus o poder sobre otras prostitutas que trabajan para un proxeneta. Doja Cat se refiere a su interés romántico como su perra pasiva, llamándola a que la lleve o muera y sin causar ningún problema. «Bottom Bitch» verifica el nombre del rapero estadounidense Lil Xan y del cantante estadounidense Noah Cyrus, haciendo referencia a su relación pasada. La canción está inspirada en la escena del punk rock y el patinaje del sur de California, que se refleja en el video musical que la acompaña.

## Recepción
«Bottom Bitch» recibió críticas positivas. The Musical Hype calificó la canción con cuatro de cinco estrellas y la describió como «una maravilla para escuchar», y señaló que «es obscena pero entrañable al mismo tiempo». Maxamillion Polo de Ones to Watch elogió su «producción que evocaba el grunge de finales de los 90 y principios de los 2000, e inmediatamente nos llevó de regreso a una época en la que todo lo que queríamos ser era un poco más como Avril Lavigne o Kurt Cobain». Jarred Howard de Lyrical Lemonade dijo que «Bottom Bitch» era «atemática» y «el tipo de canción que estaba buscando cada vez que escuché por primera vez el sencillo 'So High' de Doja Cat en 2014».

## Video musical
Un video musical fue lanzado el mismo día que el sencillo el 3 de octubre de 2019. Fue dirigido por Jack Begert y producido por la productora Psycho Films. Muestra a Doja Cat patinando por el Valle de San Fernando, con tomas de ella y sus amigas lanzando batidos a un oficial de policía y huevos a un vehículo de pasajeros. El video termina con Doja Cat interpretando la canción en un parque de patinaje con una audiencia mirando. La rapera estadounidense Rico Nasty hace un cameo durante esta escena.
El estilista de Doja, Brett Alan Nelson, recordó en una entrevista de Billboard que se inspiró en la música punk-pop de angustia femenina para los atuendos que Doja usaría en el video. En la misma entrevista, Nelson también recuerda haber obtenido la autorización del logotipo de la empresa de ropa Dickies para que Doja los usara en el video. Dickies luego redactó la autorización del logotipo de Nelson, alegando que Doja era «demasiado sexy para su marca». Nelson la noche anterior a la filmación del video coloreó las «ies» de Dickies y la herradura para revelar simplemente a «Dick», con la esperanza de vengarse de la marca.

## Créditos y personal
Créditos adaptados de las notas del forro de Hot Pink.
- Doja Cat - voz, escritor, productor
- Yeti Beats - escritor, productor, ingeniero
- Travis Barker - escritor
- Mark Hoppus - escritor
- Tom DeLonge - escritor
- Mike Bozzi - ingeniero de masterización
- David Nakaji - ingeniero de mezcla
- John Bruington - ingeniero asistente

## Posicionamiento en listas
| Listas (2019)                            | Mejor posición |
| ---------------------------------------- | -------------- |
| Estados Unidos Rolling Stone Trending 25 | 16             |
| Nueva Zelanda Hot Singles (RMNZ)         | 32             |